# Hyun Jin-geon
Hyun (ou Hyeon) Jin-geon (en hangeul : 현진건, 9 août 1900 - 25 avril 1943) est un écrivain coréen.

## Biographie
Hyun Jin-geon est né à Daegu dans le sud de la péninsule le 9 août 1900. Il a eu une éducation internationale : il passe ses années de lycée à Tokyo et étudie l'allemand à l'université Hogang à Shanghai en Chine. Pendant ses années en Chine, Hyun et certains de ses compères écrivains comme Lee Sanghwa et Baek Giman, publient une revue littéraire de cercle, intitulée Flambeau (Geohwa).  Et son premier récit, Fleur sacrifiée (Huisaenghwa) voit le jour par la publication dans Gaebyeok en novembre 1920. Cette nouvelle ne reçut pas un accueil favorable, ce qui ne fut pas le cas des récits suivants : il acquiert le statut d'écrivain majeur avec Ma femme démunie (Bincheo) et La société qui vous incite à boire (Sul gwonhaneun sahoe), qui ont été publiés en 1921 et 1922. En 1922, avec la coopération des écrivains Park Jong-hwa, Hong Sa-yong, Park Yeong-hui, et Na Do-hyang, il fonde le journal littéraire Baekjo. Après six ans dans l'écriture, il change de cap et embrasse une carrière de journaliste en travaillant pour le journal Chosun Ilbo, le Shidae Ilbo, et le Dong-a Ilbo. En 1940, il retourne à l'écriture avec une publication en série intitulée Heukchisangji, un héros de la guerre de l'époque Baekje qui s'est battu contre l'invasion des Tang. Cette série littéraire fut censurée par le gouvernement japonais en Corée, et ce travail ne put être terminé. Il décède le 21 mars 1943.